# Ytterøya (Trøndelag)
Ytterøya est un groupe d'îles adjacentes et un ancien village de pêcheurs de la commune de Levanger , en mer de Norvège dans le comté de Trøndelag en Norvège.

## Description
L'île de 28 km2 est située presque au fond du Trondheimsfjord, juste au nord de Trondheim. L'île possède de bonnes terres agricoles et des villages sur toute l'île. Le Levanger-Hokstad Ferry (en) relie le village de Hokstad sur l'île à la ville de Levanger sur le continent. L'église Ytterøy, de 1898, est située sur l'île.
L'ancienne municipalité d'Ytterøy englobait cette île et certaines des terres qui l'entouraient. Ytterøya possède de nombreux tumulus funéraires datant de l'Âge de la pierre. L'île est célèbre pour sa population dense de chevreuils et une zone de chasse populaire pour les chasseurs de Scandinavie et d'Allemagne, ainsi que ses forêts d'épicéas. Au milieu du XIXe siècle, le phosphore a été exporté vers toute l'Europe à partir des mines de l'île.

## Galerie

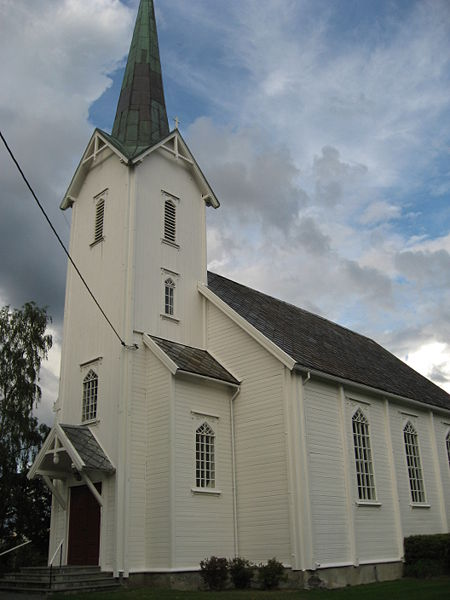
Eglise d'Ytterøya
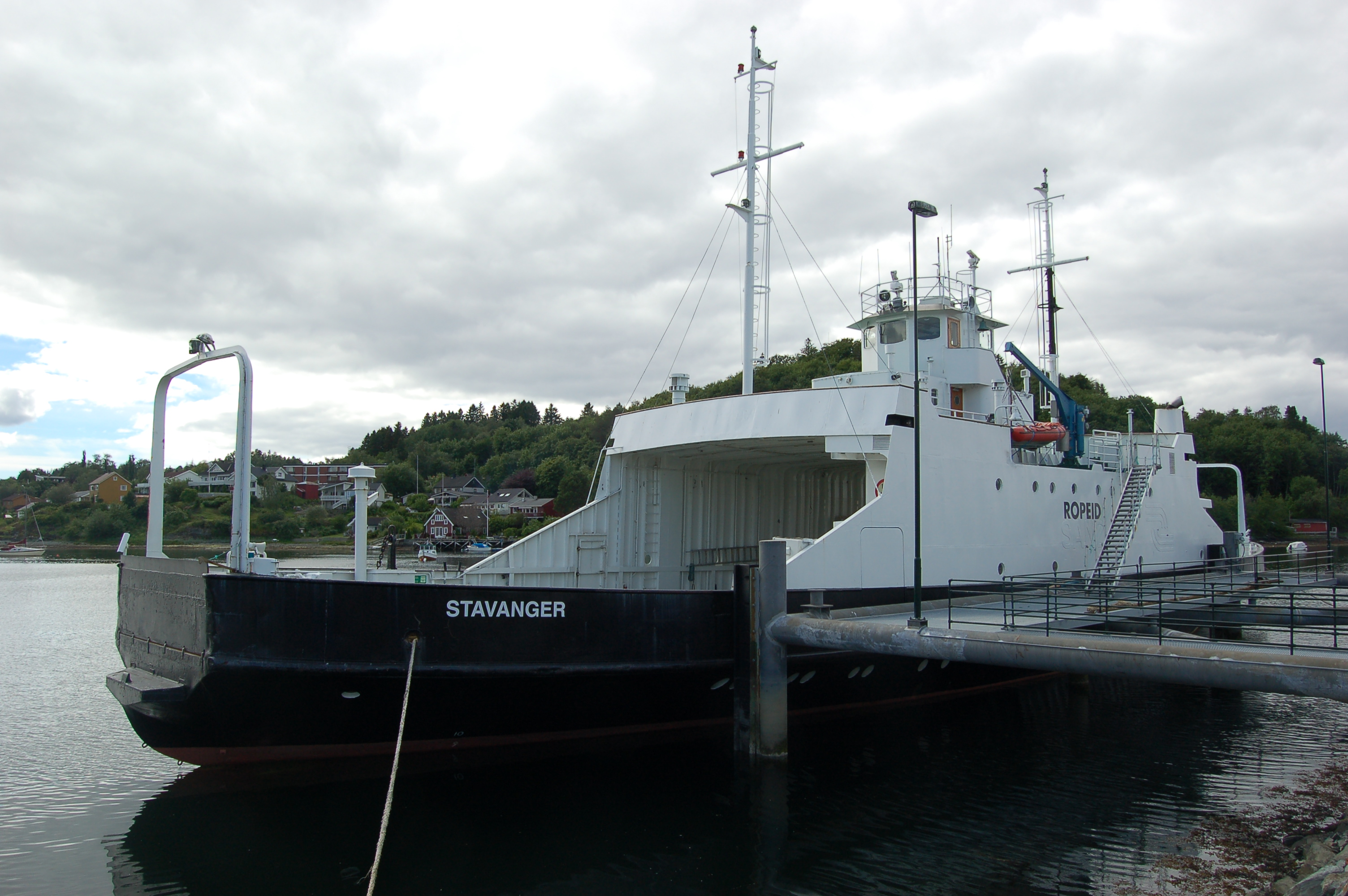
Le ferry